# 매직 8볼
매직 8볼(영어: Magic 8 Ball)은 운세를 보거나 조언을 받기 위한, 거대한 당구공처럼 생긴 플라스틱 구이다. 1946년에 알버트 C.카터(Albert C. Carter)와 아베 북맨(Abe Bookman)이 발명했으며 마텔에서 제작하고 있다. 예-아니요로 대답할수 있는 질문을 하고, 뒤집으면 대답이 돌아온다.

## 역사
매직 8볼의 원조는 알버트 C.카터에 의해 발명되었다. 그가 발명한 이유는 미국 오하이오주 신시내티의 투시능력자인 어머니의 자동 글쓰기 기계의 감명받아서다.